# Wiesenaue
Wiesenaue é um município da Alemanha, situado no distrito de Havelland, no estado de Brandemburgo. Tem 46,73 km² de área, e sua população em 2019 foi estimada em 776 habitantes.